# Ingrid Hadler
Ingrid Hadler (geborene Thoresen; * 12. Februar 1946) ist eine ehemalige norwegische Orientierungsläuferin. 
Gerade einmal 19-jährig, konnte Ingrid Thoresen 1965 bei den Nordischen Meisterschaften das Doppel holen. Im Einzel gewann sie mit dreieinhalb Minuten Vorsprung vor der Schwedin Ulla Lindkvist. In der Staffel ließen Astrid Hansen, Thoresen und Marit Økern Jensen ihrer Konkurrenz keine Chance. 1968 heiratete sie den Orientierungsläufer Åge Hadler, der zwischen 1966 und 1972 drei Weltmeistertitel gewann. 1970 gewann sie bei den Weltmeisterschaften in der DDR im Einzel Gold, nach dem sie zwei Jahre zuvor hinter Lindkvist Silber gewonnen hatte. Beim Lauf in Friedrichroda landete sie nun vor Lindkvist. Ihre letzte WM-Medaille gewann Hadler 1974 mit der Staffel in Form einer Silbermedaille.

## Platzierungen
| | Weltmeisterschaften | Weltmeisterschaften |  | Nord. Meisterschaften | Nord. Meisterschaften |  | Norwegische Meisterschaften | Norwegische Meisterschaften | Norwegische Meisterschaften |
| Jahr | E                   | St                  |  | E                     | St                    |  | E                           | N                           | St                          |
| --- | ------------------- | ------------------- |  | --------------------- | --------------------- |  | --------------------------- | --------------------------- | --------------------------- |
| 1965 |                     |                     |  | 1.                    | 1.                    |  |                             |                             |                             |
| 1966 | 6.                  | 3.                  |  |                       |                       |  |                             |                             |                             |
| 1967 |                     |                     |  | 3.                    | 2.                    |  |                             |                             |                             |
| 1968 | 2.                  | 1.                  |  |                       |                       |  |                             |                             |                             |
| 1969 |                     |                     |  | 2.                    | 2.                    |  |                             |                             |                             |
| 1970 | 1.                  | 3.                  |  |                       |                       |  |                             |                             |                             |
| 1971 |                     |                     |  | 2.                    | 1.                    |  |                             |                             |                             |
| 1972 | 5.                  | 7.                  |  |                       |                       |  |                             |                             |                             |
| 1973 |                     |                     |  |                       |                       |  |                             |                             |                             |
| 1974 | 18.                 | 2.                  |  |                       |                       |  |                             |                             |                             |
| Erklärung: OWC = Gesamt-Weltcup / Sp = Sprint , KD = Kurzdistanz, MD = Mitteldistanz, LD = Langdistanz, Kl = Klassische Distanz, E = Einzelwettbewerb , St = Staffel, N = Nacht-OL |                     |                     |  |                       |                       |  |                             |                             |                             |